# Joseph M. Acaba
Joseph Michael „Joe“ Acaba (* 17. Mai 1967 in Inglewood, Kalifornien) ist ein US-amerikanischer Astronaut.
Joe Acaba wuchs in Anaheim im US-Bundesstaat Kalifornien auf. Seine Eltern waren als Jugendliche aus Puerto Rico in die Vereinigten Staaten gezogen. Sein Vater Ralph Acaba weckte sein Interesse an der Raumfahrt, als er ihm einen 8-mm-Film der Mondlandung zeigte.

## Ausbildung
1985 schloss Acaba die Esperanza High School in Anaheim ab. 1990 erhielt er den Bachelor in Geologie von der University of California. 1992 schloss er seine Universitätsausbildung mit dem Master in Geologie der University of Arizona ab. Während seiner Studienzeit trat er der Reserve des United States Marine Corps bei.
Nachdem Acaba als Hydrogeologe in Los Angeles gearbeitet hatte, trat er 1994 dem Friedenscorps bei. Bis 1996 bildete er im Rahmen dieser Tätigkeit Lehrer in der Dominikanischen Republik aus. Diese Erfahrung führte zu dem Wunsch, Lehrer werden zu wollen. Es folgte eine Tätigkeit als Manager des Caribbean Marine Research Centers auf Lee Stocking Island auf den Bahamas.
Nach seiner Rückkehr in die Vereinigten Staaten zog Acaba nach Florida. Dort arbeitete er für etwa ein Jahr als Koordinator eines Projekts für die Wiederansiedlung von Mangroven in Vero Beach. Diese Tätigkeit beinhaltete die ausgedehnte Arbeit mit verschiedenen Schulgruppen. Es folgte eine Anstellung als Lehrer an der Melbourne High School in Brevard County, Florida. Nach einem Jahr wechselte er zu der ebenfalls in Florida gelegenen Dunnellon Middle School, an der er Mathematik und Naturwissenschaften unterrichtete.

## Astronautentätigkeit
Am 6. Mai 2004 wurde die Wahl Acabas als Kandidat für das Astronautenprogramm der NASA bekannt gegeben. Er schloss sein Training am 10. Februar 2006 ab und war jetzt ein sogenannter Educator Astronaut in der neuen, 19. Gruppe von Astronauten der NASA. Als Mitglied im Educator Astronaut Program der NASA war es seine Aufgabe, Lehrkräften und Schülern die Attraktivität der Raumfahrt zu vermitteln, und so eine neue Generation von Forschern zu inspirieren.

### STS-119
Im Oktober 2007 wurde er für die Weltraummission STS-119 eingeteilt. Bei dieser Space-Shuttle-Mission wurde das letzte Solarzellenelement der ISS ins All gebracht. Der Start erfolgte am 15. März 2009. Die STS-119-Mission ging am 28. März 2009 mit der Landung am Kennedy Space Center in Florida erfolgreich zu Ende.

### Sojus TMA-04M
Seinen zweiten Raumflug trat Acaba am 15. Mai 2012 mit dem Raumschiff Sojus TMA-04M an. Er arbeitete als Bordingenieur der ISS-Expeditionen 31 und 32 vier Monate an Bord der ISS. Die Rückkehr zur Erde erfolgte am 17. September 2012.

### ISS-Expedition 53/54
Am 28. März 2017 gab die NASA bekannt, dass Acaba für die ISS-Expeditionen 53 und 54 zugeteilt wurde. Acaba startete am 12. September 2017 mit dem Raumschiff Sojus MS-06 zur ISS und arbeitete dort bis zum 28. Februar 2018.

### Mondmissionen
Im Dezember 2020 wurde Acaba als Kandidat für Mondflüge im Rahmen des Artemis-Programms ausgewählt.

## Privates
Joseph Acaba hat drei Kinder. Er ist Funkamateur mit dem Rufzeichen KE5DAR.